# Sietze Veen
Sietze Veen (Winschoten, 30 oktober 1946) is een voormalig profvoetballer. Van 2004 tot 2010 was hij voorzitter van De Graafschap.
Veen begon als amateur bij WVV in Winschoten  waar hij samen met Jan Mulder een aanvalsduo vormde. In 1964 debuteerde Veen in de eredivisie bij Heracles. Na twee jaar keerde hij terug naar het noorden, Veen ging spelen bij GVAV. Hij kwam niet verder dan vier eredivisieoptredens voor de Groningers. Hierop vertrok Veen naar de Zwolsche Boys dat uitkwam in de tweede divisie. Na de terugkeer van die club naar de amateurs in 1969 toog Veen naar Doetinchem waar hij tot 1978 actief was als speler bij De Graafschap.
De spits werd vooral beroemd door een 'goal', die hij indertijd maakte tegen Haarlem. Medespeler Guus Hiddink schoot de bal keihard naast, waarop die via de reclameborden weer terug in het veld stuiterde. Veen tikte toen balorig de bal in de goal, waarop scheidsrechter Louis Beukman (tot ieders verbazing) het doelpunt goedkeurde.
In 2004 werd hij voorzitter van De Graafschap, waar hij in 2010 werd opgevolgd door Clémence Ross-van Dorp.
Veen is de vader van voormalig tophockeyer Stephan Veen.

## Carrièrestatistieken
| Seizoen         | Club            | Land            | Competitie      | Competitie | Competitie | Beker | Beker | Internationaal | Internationaal | Overig | Overig | Totaal | Totaal |
| Seizoen         | Club            | Land            | Competitie      | Wed.       | Dlp.       | Wed.  | Dlp.  | Wed.           | Dlp.           | Wed.   | Dlp.   | Wed.   | Dlp.   |
| --------------- | --------------- | --------------- | --------------- | ---------- | ---------- | ----- | ----- | -------------- | -------------- | ------ | ------ | ------ | ------ |
| 1964/65         | Heracles        | Nederland       | Eredivisie      | –          | 0          | –     | 0     | 0              | 0              | 0      | 0      | –      | 0      |
| 1965/66         | Heracles        | Nederland       | Eredivisie      | –          | 6          | –     | 0     | 0              | 0              | 0      | 0      | –      | 6      |
| 1966/67         | GVAV            | Nederland       | Eredivisie      | 4          | 0          | 0     | 0     | 0              | 0              | 0      | 0      | 4      | 0      |
| 1967/68         | Heracles        | Nederland       | Eerste divisie  | –          | 2          | –     | 0     | 0              | 0              | 0      | 0      | –      | 2      |
| 1968/69         | Zwolsche Boys   | Nederland       | Tweede divisie  | –          | 9          | –     | 0     | 0              | 0              | 0      | 0      | –      | 9      |
| 1969/70         | De Graafschap   | Nederland       | Eerste divisie  | –          | 13         | –     | 0     | 0              | 0              | 0      | 0      | –      | 13     |
| 1970/71         | De Graafschap   | Nederland       | Eerste divisie  | –          | 8          | 1     | 1     | 0              | 0              | 0      | 0      | –      | 9      |
| 1971/72         | De Graafschap   | Nederland       | Eerste divisie  | –          | 7          | –     | 0     | 0              | 0              | 0      | 0      | –      | 7      |
| 1972/73         | De Graafschap   | Nederland       | Eerste divisie  | –          | 5          | –     | 0     | 0              | 0              | –      | –      | –      | 5      |
| 1973/74         | De Graafschap   | Nederland       | Eredivisie      | –          | –          | –     | 0     | 0              | 0              | 0      | 0      | –      | –      |
| 1974/75         | De Graafschap   | Nederland       | Eredivisie      | –          | –          | –     | 0     | 0              | 0              | 0      | 0      | –      | –      |
| 1975/76         | De Graafschap   | Nederland       | Eredivisie      | –          | –          | –     | 0     | 0              | 0              | 0      | 0      | –      | –      |
| 1976/77         | De Graafschap   | Nederland       | Eredivisie      | –          | –          | –     | 1     | 0              | 0              | 0      | 0      | –      | –      |
| 1977/78         | De Graafschap   | Nederland       | Eerste divisie  | –          | –          | –     | 0     | 0              | 0              | 0      | 0      | –      | –      |
| Carrière totaal | Carrière totaal | Carrière totaal | Carrière totaal | –          | –          | –     | 2     | 0              | 0              | 0      | 0      | –      | –      |